# Synagoga w Dyneburgu

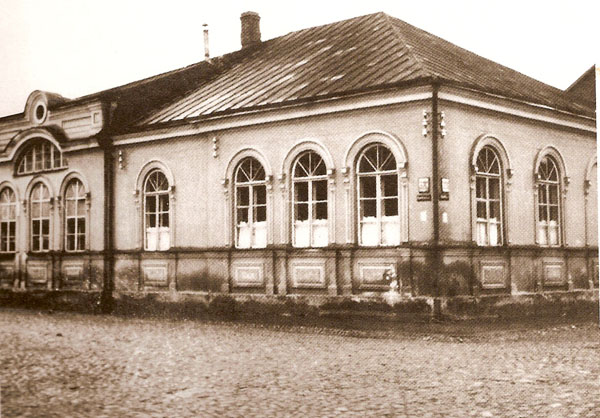
Synagoga, lata 20.

Synagoga w Dyneburgu, zwana Kadisz (łot. Daugavpils sinagoga, Синагога Кадиш) – synagoga znajdująca się w Dyneburgu przy ulicy Cietokšņa 38.
Synagoga została zbudowana w 1850 – jak mówi ustny przekaz – z inicjatywy dźwińskiego Żyda pragnącego uczcić w ten sposób zmarłego przedwcześnie brata, stąd pochodzi jej zwyczajowa nazwa. Podczas II wojny światowej została zdewastowana. Po jej zakończeniu nadal zbierali się w niej dyneburscy Żydzi – w święta ich liczba dochodziła nawet do 600, a mury synagogi wypełnione były po brzegi. Jednak z roku na rok bóżnica podupadała.
W 2003 z okazji setnej rocznicy urodzin Marka Rothko – amerykańskiego artysty pochodzącego z osiadłej w Dyneburgu rodziny Rotkowiczów – jego rodzina postanowiła wnieść swój wkład finansowy w renowację synagogi, obok pieniędzy wyasygnowanych przez Komisję Kongresu ds. ochrony dziedzictwa amerykańskiego za granicą. Prace rozpoczęły się na wiosnę 2003 i trwały trzy lata.
W uroczystości ponownego otwarcia synagogi 11 kwietnia 2006 uczestniczyła prezydent Łotwy Vaira Vīķe-Freiberga, władze samorządowe miasta oraz przedstawiciele wyznań chrześcijańskich.
Była jedną z ponad 40 synagog w Dyneburgu (1920-1940).